# Eurídice (filha de Lacedemão)
Eurídice, filha de Lacedemão e Esparta,  foi a esposa de Acrísio, mãe de Dânae e avó de Perseu. 
Um templo de Hera Argiva, na Élida, que existia no século II d.C., era atribuído a ela.